# Dendronephthya pentagona
Dendronephthya pentagona är en korallart som beskrevs av Henderson 1909. Dendronephthya pentagona ingår i släktet Dendronephthya och familjen Nephtheidae. Inga underarter finns listade i Catalogue of Life.